# Andreas Athanasiou
Andreas Athanasiou (ur. 6 sierpnia 1994 w London, Ontario, Kanada) – hokeista kanadyjski, gracz ligi NHL.

## Kariera klubowa
- London Knights (2010 - 25.08.2012)
- Barrie Colts (25.08.2012 - 20.11.2013)
- Detroit Red Wings (20.11.2013 - 
  -  Grand Rapids Griffins (2013 - 2016)

## Sukcesy
Indywidualne
- Bramka w 6 sekundzie dogrywki w sezonie zasadniczym (3 stycznia 2018) - wyrównanie rekordowego osiągnięcie  w historii NHL[1]